# Železná voda
Železná voda je potok v horním Liptově, v západní části okresu Poprad. Je to pravostranný přítok Lúčného potoka, měří 2,5 km a je tokem V. řádu.

## Pramen
Teče v Podtatranské kotlině, kde pramení v nejvýchodnější části podcelku Liptovská kotlina, západně od chatové osady Tatranský Lieskovec v lokalitě Zasmrečinské, v jižní části území přírodní rezervace Blatá, v nadmořské výšce přibližně 935 m.

## Popis toku
Od pramene teče severojižním směrem, zleva přibírá přítok pramenící také v lokalitě Zasmrečinské a přechodně teče jihozápadním směrem přes lokalitu Petrovská. Zprava pak přibírá přítok z bažinaté oblasti na hranici PR Blatá a dále už teče jihojihozápadním směrem. Na dolním toku podtéká státní silnici č. 1/18, následně i železniční trať č. 180 a západo-jihozápadně od osady Tatranská Štrba ústí v nadmořské výšce cca 839 m do Lúčného potoka.